# Тундра

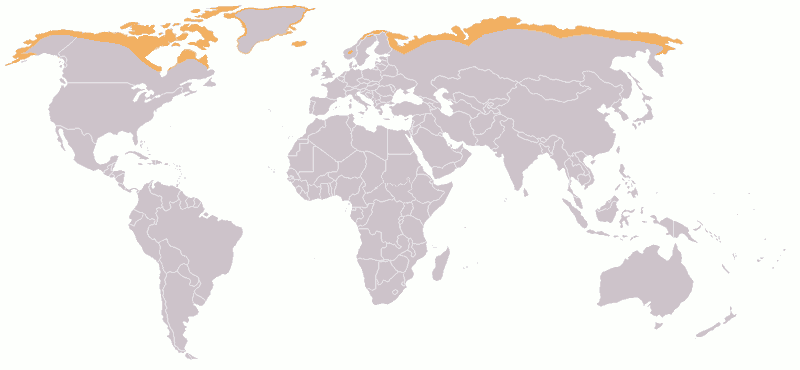
Територія, зайнята біомом

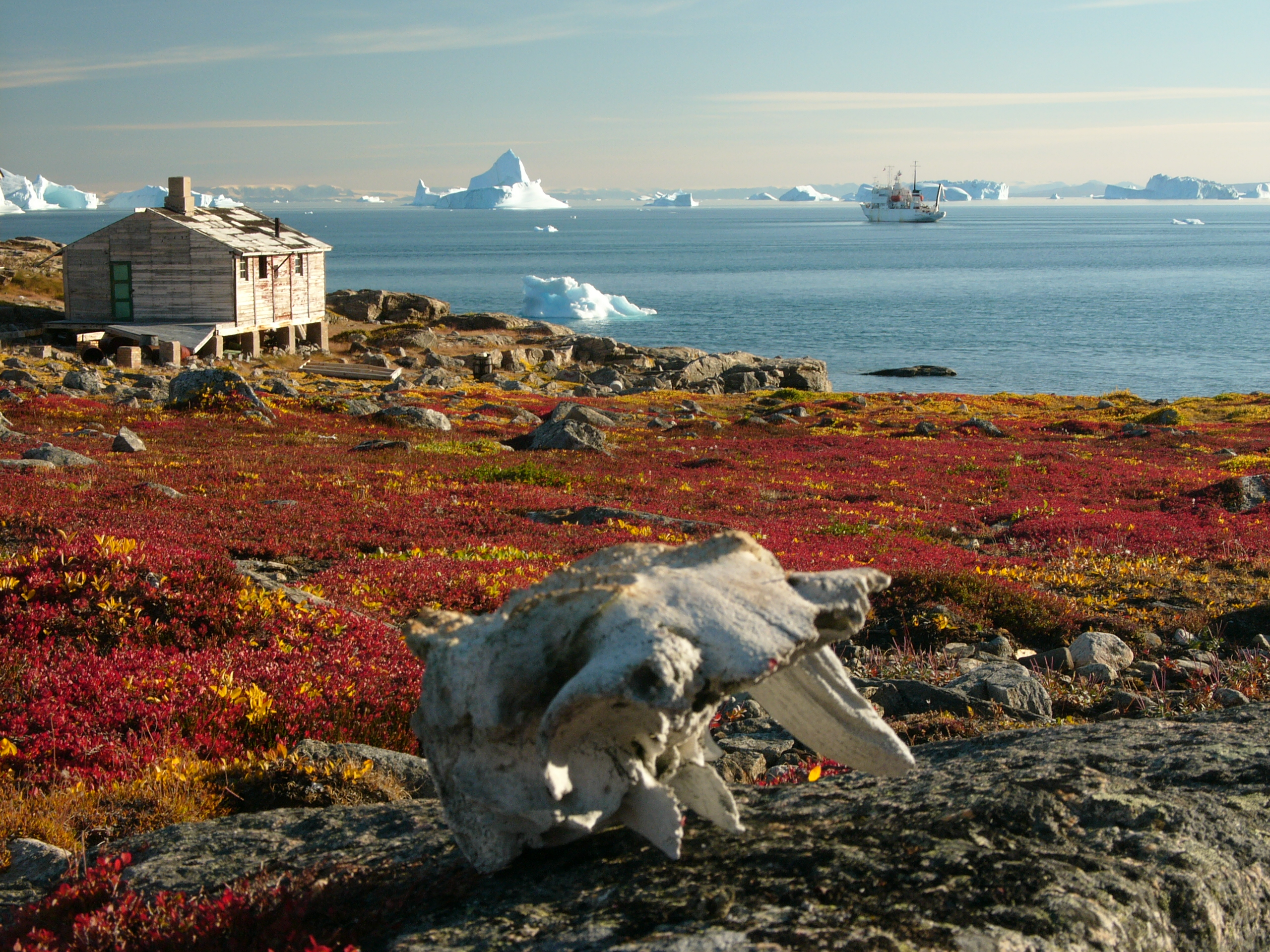
Гренландська тундра

Ту́ндра — природна зона, розташована широкою смугою (від декількох десятків до 1000 км) на північ від зони лісів на територіях з вічною мерзлотою, не затоплених морськими та річковими водами. Безлісна ландшафтна зона субарктичного поясу північної півкулі з характерною мохово-лишайниковою рослинністю, низькорослими травами і рідкісними (чагарниками). Ґрунти тундрово-(глейові), дуже зволожені влітку, близько від поверхні залягає багаторічна мерзлота. Тундра характеризується мерзлотними формами рельєфу— торф'яними буграми (горбиста тундра), різноманітними плямами, чарунками, глинистими медальйонами, гідролаколітами і т. д. Формування тундри розпочалося наприкінці пліоцену.
Тундра розташована на північ від зони тайги у субарктичному поясі. Розташована уздовж узбережжя Євразії та Північної Америки, включно з Гренландією; зустрічається в горах тайги. Вона вкриває північ Росії, виходячи в Європі до узбережжя Північного Льодовитого океану, а в Азії — до Берингового моря Тихого океану, крайній північний схід Фінляндії, Швеції, всю Ісландію, південний захід Гренландії, північ Канади й основну частину Аляски в субарктичній зоні Північної півкулі. Південну межу тундри вважають межею Арктики.
Головна риса тундри — заболочені низовини в умовах суворого клімату, високої відносної вологості, сильних вітрів і багаторічної мерзлоти. Рослини в тундрі притискаються до поверхні ґрунту, утворюючи пагони, що переплітаються у вигляді подушки.

## Назва
Як вважає М. Фасмер, назву запозичено з фін. tunturi — висока безлісна гора або з фін. tundar, tuoddar — гора, фін. duoddâr — широка гора без лісу.

## Класифікація
За характером поверхні тундри поділяються на:
- болотисті (вкриті осокою),
- торф'янисті (вкриті ягелями),
- кам'янисті (вкриті лишайниками).

Тундри поділяються на три підзони, хоча і з різними ландшафтами якщо розглядати в довготному напрямку.
Рослинність арктичної тундри переважно трав'яниста, осоково-пушицева з подушкоподібними формами напівчагарничків і мохами в сирих западинках. Рослинний покрив не зімкнутий, чагарників немає, широко розвинені глинисті голі «медальйони» з мікроскопічними водоростями і горбами мерзлотного спучування.
Рослинність середньої, або типової тундри переважно мохова. Навколо озер осоково-пушицева з невеликою домішкою різнотрав'я і злаків. З'являються повзучі полярні верби і карликові берези, приховані мохами і лишайниками.
Південна — чагарникова тундра особливо різко різна в довготного напрямку.

### Лісотундра
Між лісовим і тундровим біомами розташована лісотундрова зона, або лісотундра. Вона простяглася смугою в 30-400 км в Європі, Азії і Північній Америці, вклинюючись значно далі на північ по долинах річок. Рельєф лісотундри в основному рівнинний. 

Клімат лісотундри характеризується коротким і прохолодним літом з середньою температурою липня +10-14 °C (в окремі дні буває спека до +35 °C) і довгою (близько 8 місяців) і холодною зимою зі середньою температурою січня-10-40 °C. Річна сума опадів 150—370 мм; випадають вони головним чином влітку. Сніговий покрив товщиною 30-100 см місцями не встигає розтанути протягом літа. Всюди, крім деяких ділянок в Європі, поширена багаторічна ґрунтова мерзлота. Ґрунти здебільшого торф'яно-болотні, лучні і глеєво-підзолисті, малопотужні, з малим вмістом гумусу. Рослинний покрив характеризується поєднанням і чергуванням пригнобленої деревної (береза, осика, верба, вільха, ялина, сосна, модрина), трав'янистої (осоки, злаки, різнотрав'я) і лишайниково-мохової рослинності.

### Гірські тундри

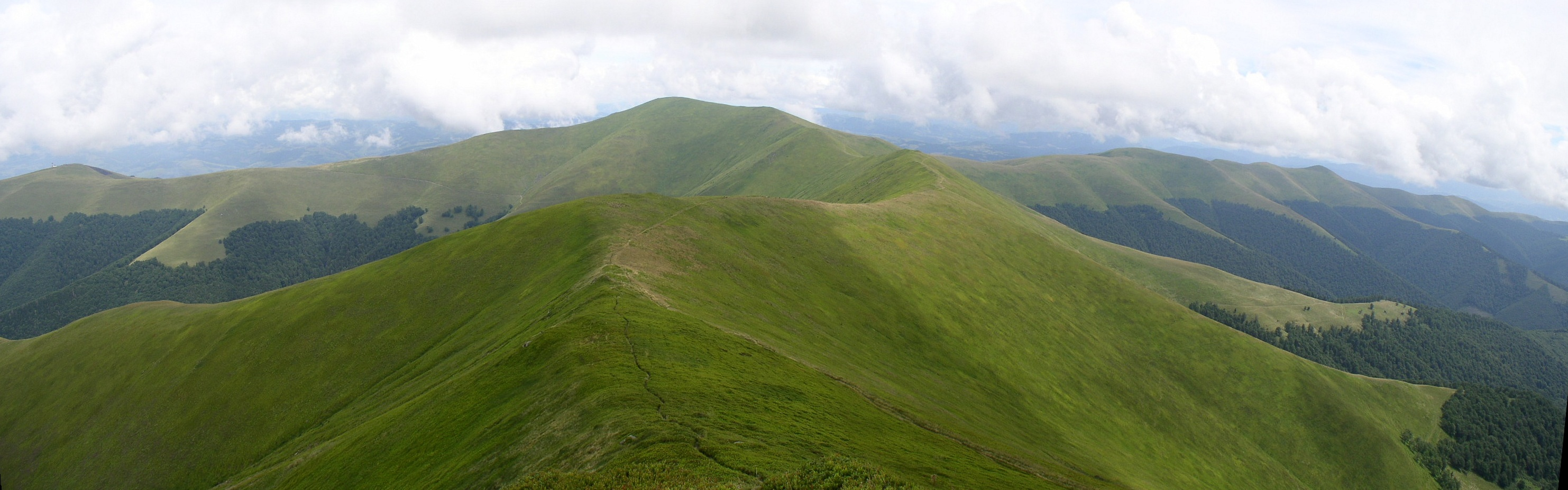
Полонина Боржава влітку

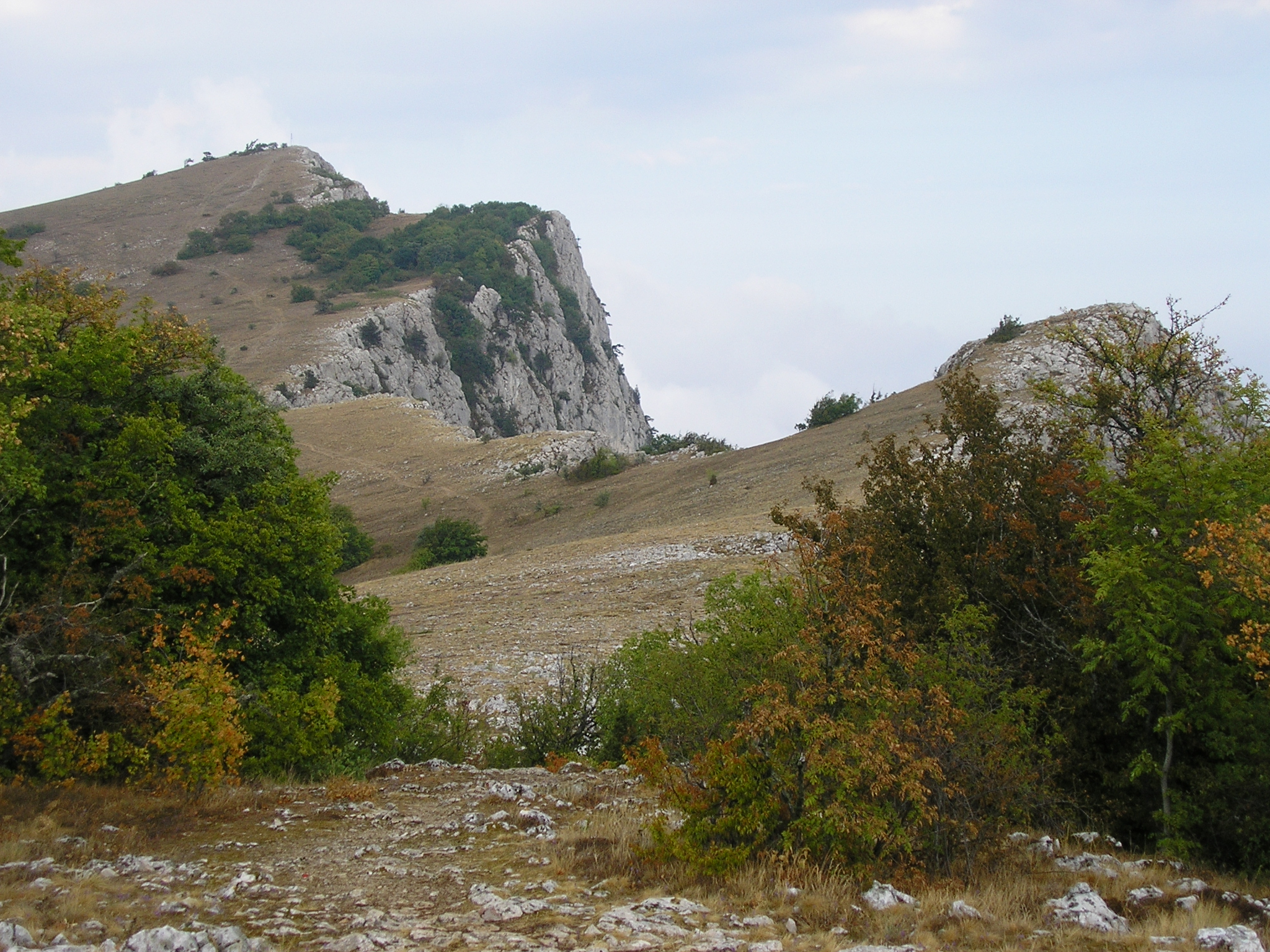
Ай-Петринська яйла

Гірські тундри утворюють висотну зону в горах субарктичного і помірного поясу. В Україні в Карпатах вони називаються полонинами, в Криму — яйлами. На кам'янистих і щебінчастих ґрунтах від висотних рідколісь вони починаються чагарниковим поясом, як і в рівнинній тундрі. Вище розташовані мохово-лишайникові з подушкоподібними напівчагарничками і деякими травами. Верхній пояс гірських тундр представлений накипними лишайниками, розрідженими приземкуватими подушкоподібними чагарничками і мохами серед кам'яних розсипів.

### Антарктична тундра
Антарктична тундра займає частину Антарктичного півострова і острова у високих широтах південної півкулі (Південна Георгія і Південні Сандвічеві острови).

## Генезис
Біоми тундри — утворення молоде, склався в умовах холодного вологого клімату і наявності в ґрунті багаторічної мерзлоти. Відповідно до сучасних поглядів, виникнення тундри припадає на пліоцен, а формування тундри в її сучасних кордонах — на плейстоцен і навіть голоцен.

## Клімат
Клімат тундри суворий. Літо коротке (2-3 місяці) і достатньо холодне, з середньою температурою в липні +5 °C на півночі і до +12 °C на півдні; зима довга (близько 8 місяців) з середньою температурою січня від −5 °C (Мурманське узбережжя) до −35 °C (північний схід Азії). В тундрі Північної Америки в січні температура дорівнює −10-33 °C. Річна кількість опадів 200—500 мм, що в умовах тундри перевищує випаровування, яке припадає головним чином на дуже короткий період вегетації (від 40 днів на півночі до 100 днів на півдні).

### Вічна мерзлота
Потужність багаторічної мерзлоти досягає 300—400 м і більше. Мерзлота охолоджує ґрунт і уповільнює біохімічні процеси, перешкоджає фільтрації поверхневих вод і сприяє заболочуванню. Через неї ґрунтовий стік незначний, тому влітку річки в тундрі сильно міліють, а взимку в багатьох з них стік практично припиняється.

## Ґрунти
Ґрунти в тундрі в основному глейові і торф'яно-болотні.

## Рослинність
Обмаль тепла влітку, довга зима з сильними вітрами і нерівномірним розподілом снігового покриву, мерзлота — все це лімітує життєдіяльність біоти. У рослинному покриві тундри переважають низькорослі кріофітні форми, пристосовані до використання тепла приземного шару і захисних функцій снігового покриву. Для багатьох чагарничків характерні сланкі і подушкоподібні форми росту. Завдяки низькорослості тундрові рослини взимку покриваються снігом, що оберігає їх від вимерзання, а влітку їх надземні органи виявляються у найпрогрітішому і екологічно найсприятливішому шарі повітря.
Флора тундр бідна, але склад співтовариств різноманітний. Характерні види: полярні берізки та верби, чагарники — лохина, брусниця, вороніка, багно, деякі види злаків, осок, пухівок, мохи, лишайники. У долинах річок — луки зі злаків, осок і різнотрав'я, звичайно заболочені. У порівнянні з рослинністю інших типів біомів в тундрі велике значення мають лишайники і особливо мохи. Суцільний моховий покрив в умовах тундри істотно впливає на температурний режим ґрунтів і глибину сезонного розмерзання і, отже, впливає на умови проживання інших рослин. Рослинність не повністю покриває поверхню ґрунту, іноді до 60 % площі позбавлене живого покриву. Одна з найважливіших ознак тундр — їх безлісість.
Запаси фітомаси помітно зростають від арктичної тундри (в середньому близько 50 ц/га) до південної (200—300 ц/га). Підземна фітомаса переважає надземну. Щорічний приріст фітомаси в арктичній тундрі становить близько 10 ц/га, в південній — 25-40 ц/га. У тундрі багато торфу. У ньому інколи знаходять великі стовбури дерев, тому вважають, що ще кілька тисяч років тому лісотундра простягалася далі на північ.

## Фауна
Суворий клімат і нестача кормів взимку зумовлюють бідність тваринного населення в тундрі і порівняльну просту його структуру. Фауна її складається з видів, що постійно живуть тут, і видів, які з'являються тут тільки в теплу пору року, а на час довгої, холодної зими без сонця переселяються далеко на південь. З хребетних залишаються песець, лемінги, деякі полівки (економка, вузькочерепна, північносибірська тощо), біла сова (а в горах північного сходу Сибіру — довгохвостий ховрах, камчатський бабак, північна пискуха). У роки без харчів песець і сова відкочовують в лісотундру. Зимові міграції на південь властиві північному оленю.
Чисельність тварин сильно коливається від року до року. Різкі дво- та трирічні коливання чисельності лемінгів тягнуть за собою порушення харчових ланцюгів, які стосуються песців, хижих та інших птахів, які стають кормом для хижаків. Нерідко раптові похолодання викликають загибель птахів під час гніздування. В результаті спостерігаються сильні коливання зоомаси. Середня величина зоомаси для типової тундри становить 70-90 кг/га, причому більша частина припадає на безхребетних. Однак при спалахах розмноження гризунів їх маса може досягати 30-40 кг/га; біомаса птахів на водоймах (влітку) наближається до 160, а в окремих випадках відзначалося 300 кг/га.
Життя тварин в тундрах зосереджене в основному в ґрунтово-підстилковому, наземному і кущиковому ярусах. У першому з перелічених ярусів переважають за чисельністю дуже дрібні круглі черв'яки — нематоди, мікроартроподи — колемболи, кліщі — гамазиди і орібатиди, дрібні кільчаті черви — енхитреїди, звичайні також дощові черв'яки і личинки двокрилих — комарів-типулід, комарів-товкунчиків, різних мух. Домінують по біомасі дощові і кільчасті черви. Останні можуть бути активними навіть на снігу.
У тундрі є комахи-запилювачі, що збирають нектар і пилок з квітів. Найпомітніші серед них джмелі, які, завдяки особливій холодостійкості, у північних широтах різноманітніші, ніж у південних. Високу температуру свого тіла (близько 40 °С при температурі повітря 10 °С) вони підтримують за допомогою специфічних рухів грудних м'язів. Джмелі гудуть не тільки під час польоту, а й в спокійному стані — так зовні проявляється цей процес самозігрівання.
Тварини відіграють важливу роль в ландшафтах тундри. Зокрема, лемінги (копитний, сибірський, норвезький тощо), які ведуть активне життя і взимку, посилено виїдають пухівки, осоку та злаки (кожна особина споживає 40-50 кг рослинної їжі на рік). Їх ходи сприяють утворенню дрібногорбкуватого рельєфу і мозаїчності рослинного покриву, риюча діяльність покращує структуру ґрунту, а екскременти удобрюють його. Олені (дикі і свійські), об'їдаючи молоді пагони дерев і знищуючи при осінній чистці рогів підріст, впливають на північну межу лісу.
Основними жителями тундри, її аборигенами є північні олені (в Ґренландії і на півночі Канади — вівцебики), заєць-біляк, землерийки-бурозубки, тундрова і біла куріпки, кречет, пуночка, лапландський подорожник, рогатий жайворонок (рюм). Подекуди постійно живуть вовки, білі сови, круки. Заходить в тундру і білий ведмідь.
Відкочовуючи на південь, дикий північний олень ще кілька сотень років тому взимку заходив на територію Україну. Не всі особини окремих видів беруть участь у кочівках, тому що у тундрових тварин виробилися пристосування до виживання в суворих умовах тундри. У них на зиму відростають довше хутро або пір'я. Цікаво, що чим менші розміри тварини, тим відносно більш густим і довгим хутром воно обростає. Так, хутро північного оленя на зиму подовжується порівняно мало, а у маленького гризуна лемінга довжина хутра збільшується в кілька разів. Це пояснюється тим, що при зменшенні обсягу будь-якого тіла в кубі поверхня його зменшується тільки в квадраті. Отже, дрібним тундровим тваринам, які мають відносно велику поверхню тіла, необхідний серйозніший захист. Хутро та оперення особливо розвиваються на кінцівках, які, природно, більше охолоджуються. Так, у песця всі підошви ніг покриває густа шерсть, яка не тільки утеплює ноги під час морозів, а й допомагає звірку легко бігати по слизькому снігу і льоду. У білих куріпок і білих сов на пальцях ніг пір'я відростає настільки, що повністю прикриває їхні пазурі. Це не тільки утеплює пальці птахів, але і збільшує поверхню лапок і сприяє пересуванню по снігу.
Важливим пристосуванням тундрових тварин до холоду є їх здатність накопичувати підшкірний жир. На зиму дуже жиріють песці, північні олені, білі куріпки. У оленів, наприклад, товщина підшкірного жиру досягає 3-5 см.
У тундрових тварин існує ряд пристосувань для розгрібання снігу. У білих куріпок до зими подовжуються кігті, що полегшує їм вигрібання кормів, занесених снігом. Навіть у маленьких лемінгів кігті відростають настільки, що утворюють ніби ратиці, від чого один з видів цих гризунів був названий копитним лемінгом. У нього до зими кігті 3-го і 4-го пальців розростаються в могутні вільчасті «копитця». Ними копитний лемінг легко прокопує зимові підсніжні і підстилкові ходи. У північного оленя всю морду покриває шерсть, а сніг він розгрібає широкими копитами. Важливим пристосуванням до життя на півночі є біле зимове забарвлення тварин, що робить їх малопомітними на тлі білого снігу.

## Людина в тундрі

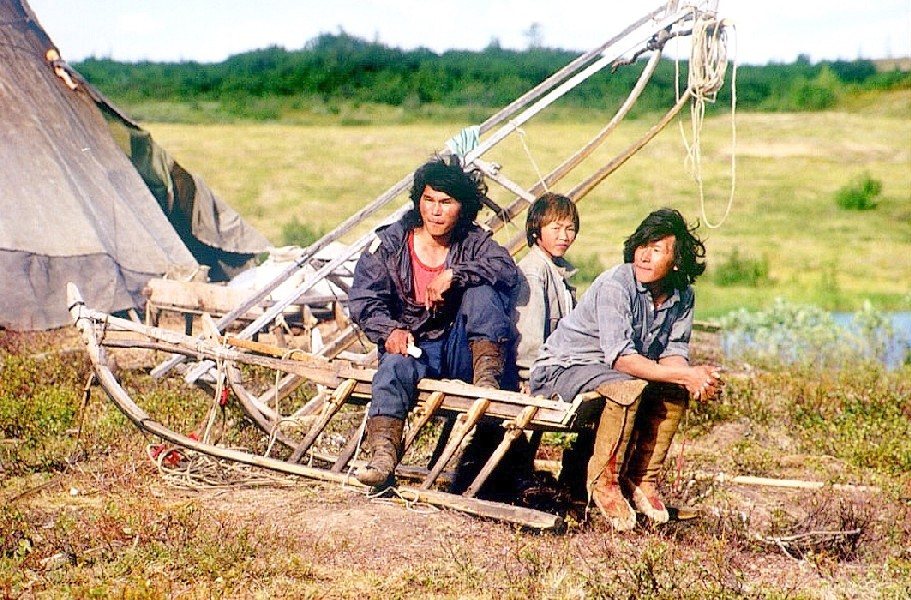
Тундра поблизу Дудінки. Сибір

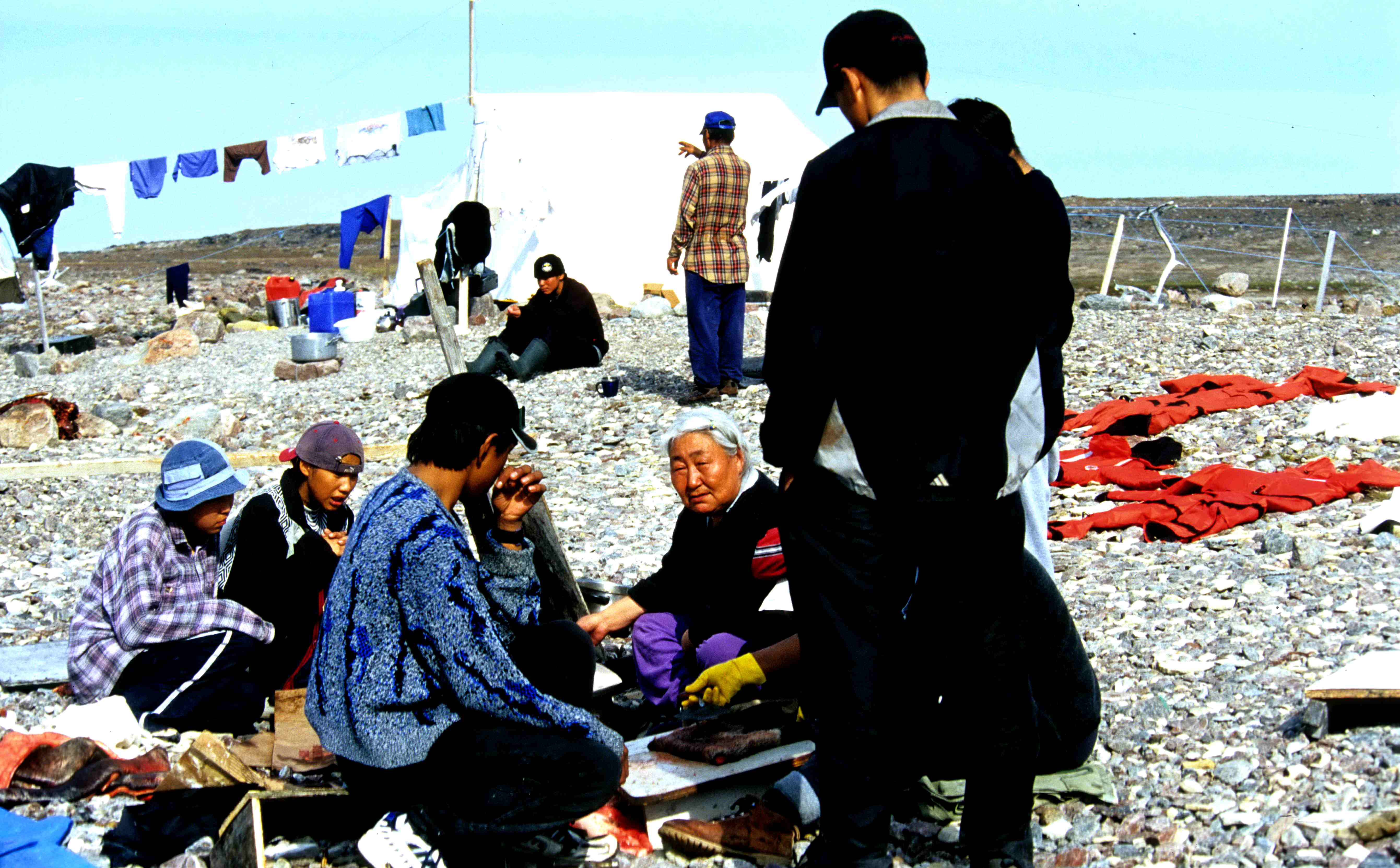
Іннуїтські традиційні зустрічі

Людина здавна освоює тундру і лісотундри. Основу господарства тут становить тваринництво, зокрема оленярство. Цьому сприяє величезна площа пасовищ в цих біомах (85-90 %). Крім оленярства важливою галуззю господарства є промисел хутрових звірів (заєць-біляк, песець, вовк, лисиця, росомаха, горностай, в лісотундрі — білка тощо). Останнім часом в лісотундрі розвивається звірівництво (розводять песців, чорно-бурих лисиць, норок).

## Екорегіони
| Антарктична тундра                                  | Антарктична тундра |
| --------------------------------------------------- | --- |
| Тундра островів півдня Індійського океану           | Острови Крозе, острови Принс-Едуард, острови Кергелен, Острови Герд і Макдональд                                         |
| Тундра островів моря Скоша                          | Південна Джорджія та Південні Сандвічеві острови, Південні Оркнейські острови, Південні Шетландські острови, Острів Буве |
| Тундра північного заходу Антарктичного півострова   | Антарктичний півострів                                                                                                   |
| Тундра північного сходу Антарктичного півострова    | Антарктичний півострів                                                                                                   |
| Тундра центральних районів Антарктичного півострова | Антарктичний півострів                                                                                                   |
| Тундра півдня Антарктичного півострова              | Антарктичний півострів                                                                                                   |
| Тундра Землі Елсворта                               | Західна Антарктида |
| Тундра гір Елсворта                                 | Західна Антарктида |
| Тундра Землі Мері Берд                              | Західна Антарктида |
| Тундра Трансантарктичних гір                        | Східна Антарктида |
| Тундра півдня Землі Вікторії                        | Східна Антарктида |
| Тундра півночі Землі Вікторії                       | Східна Антарктида |
| Тундра Землі Аделі                                  | Східна Антарктида |
| Тундра Східної Антарктиди                           | Східна Антарктида |
| Тундра гір Принца Чарльза                           | Східна Антарктида |
| Тундра Землі Ендербі                                | Східна Антарктида |
| Тундра Землі Королеви Мод                           | Східна Антарктида |

| Неарктична тундра                                    | Неарктична тундра |
| ---------------------------------------------------- | ----------------- |
| Тундра Аляскинського хребта та гір Святого Іллі      | Канада, США       |
| Тундра Алеутських островів                           | США               |
| Арктична прибережна тундра                           | Канада, США       |
| Арктичні передгірні тундри                           | Канада, США       |
| Берегова тундра Баффінової Землі                     | Канада            |
| Низовинна тундра Берінгії                            | США               |
| Високогірна тундра Берінгії                          | США               |
| Тундра хребта Брукс та гір Бритиш-Маунтінс           | Канада, США       |
| Тундра нагір'їв Девисової протоки                    | Канада            |
| Заполярна тундра                                     | Канада            |
| Альпійська тундра внутрішніх районів Аляски та Юкону | Канада, США       |
| Заполярна тундра Гренландії                          | Гренландія        |
| Приполярна тундра Гренландії                         | Гренландія        |
| Приполярна тундра                                    | Канада            |
| Полярна тундра                                       | Канада            |
| Альпійська тундра гір Огілві та Маккензі             | Канада, США       |
| Тундра і крижані поля гір тихоокеанського узбережжя  | Канада США        |
| Тундра гір Торнгат                                   | Канада            |

| Палеарктична тундра                           | Палеарктична тундра                |
| --------------------------------------------- | ---------------------------------- |
| Арктична пустеля                              | Росія                              |
| Тундра російської Берингії                    | Росія                              |
| Черсько-Колимська гірська тундра              | Росія                              |
| Тундра Чукотського півострова                 | Росія                              |
| Камчатська гірська тундра та лісотундра       | Росія                              |
| Тундра Кольського півострова                  | Норвегія Росія                     |
| Прибережна тундра Північно-Східного Сибіру    | Росія                              |
| Тундра Північно-Західної Росії та Нової Землі | Росія                              |
| Арктична пустеля Новосибірських островів      | Росія                              |
| Березові ліси та луки Скандинавських гір      | Фінляндія, Норвегія, Швеція, Росія |
| Таймиро-Середньосибірська тундра              | Росія                              |
| Забайкальська гірська тундра                  | Росія                              |
| Арктична пустеля острова Врангеля             | Росія                              |
| Ямало-Гиданська тундра                        | Росія                              |

| Нотогея                                  | Нотогея                 |
| ---------------------------------------- | ----------------------- |
| Субантарктична тундра островів Антиподів | Австралія Нова Зеландія |